# امیلی جین وایت

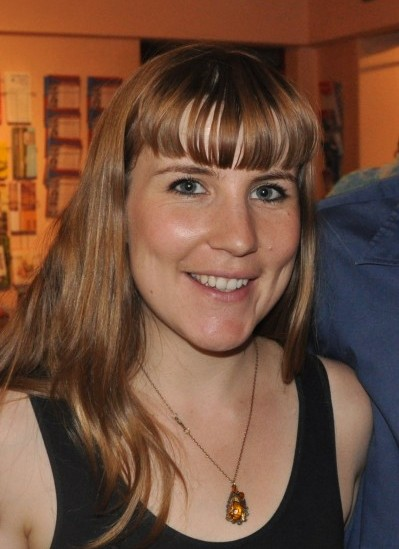
امیلی جین وایت در سال ۲۰۱۱

امیلی جین وایت (انگلیسی: Emily Jane White؛ زادهٔ ) یک موسیقی‌دان اهل ایالات متحده آمریکا است. وی از سال ۲۰۰۶ میلادی تاکنون مشغول فعالیت بوده‌است.